# Túmulo de la Sima

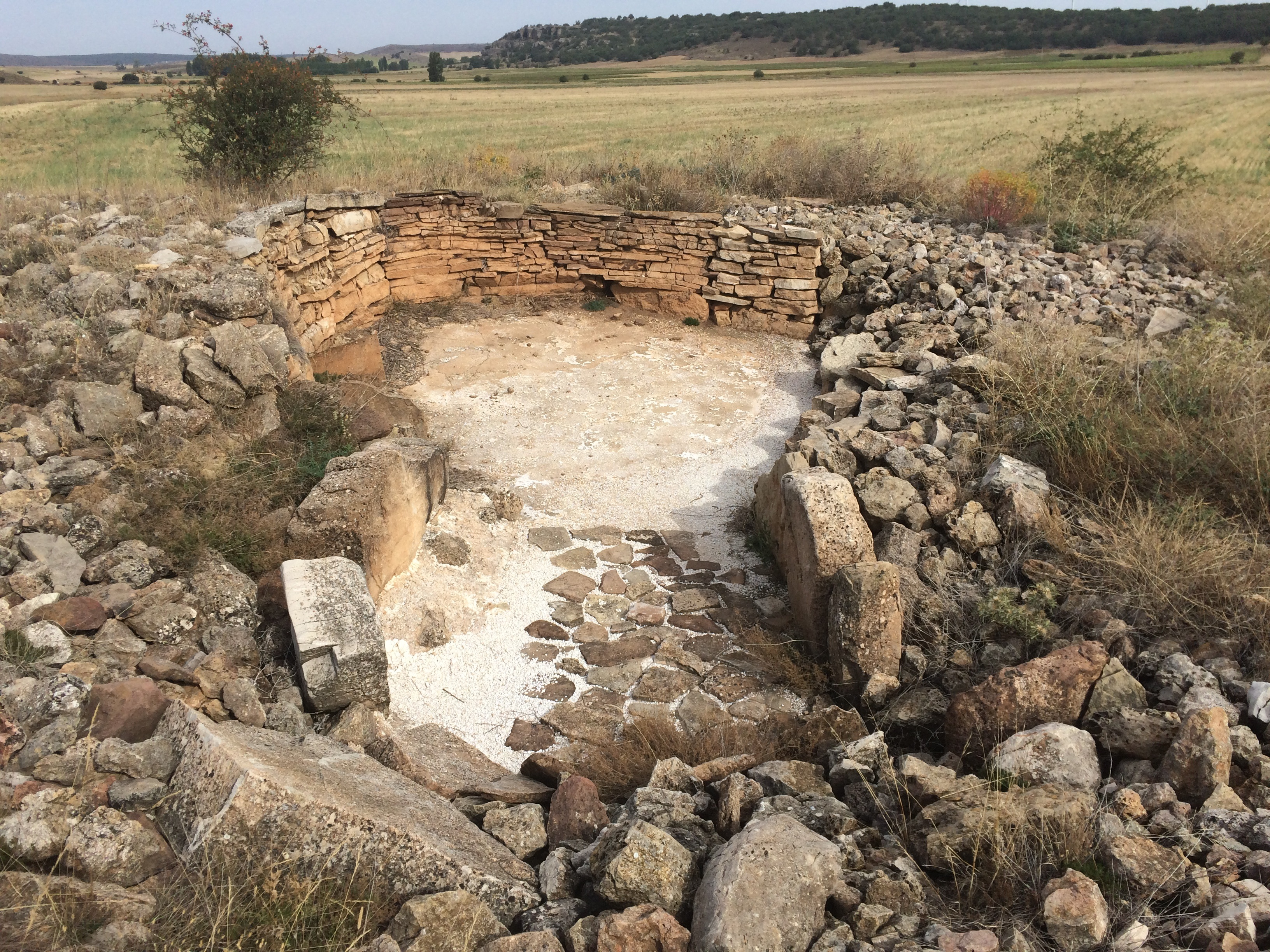
Túmulo de la Sima

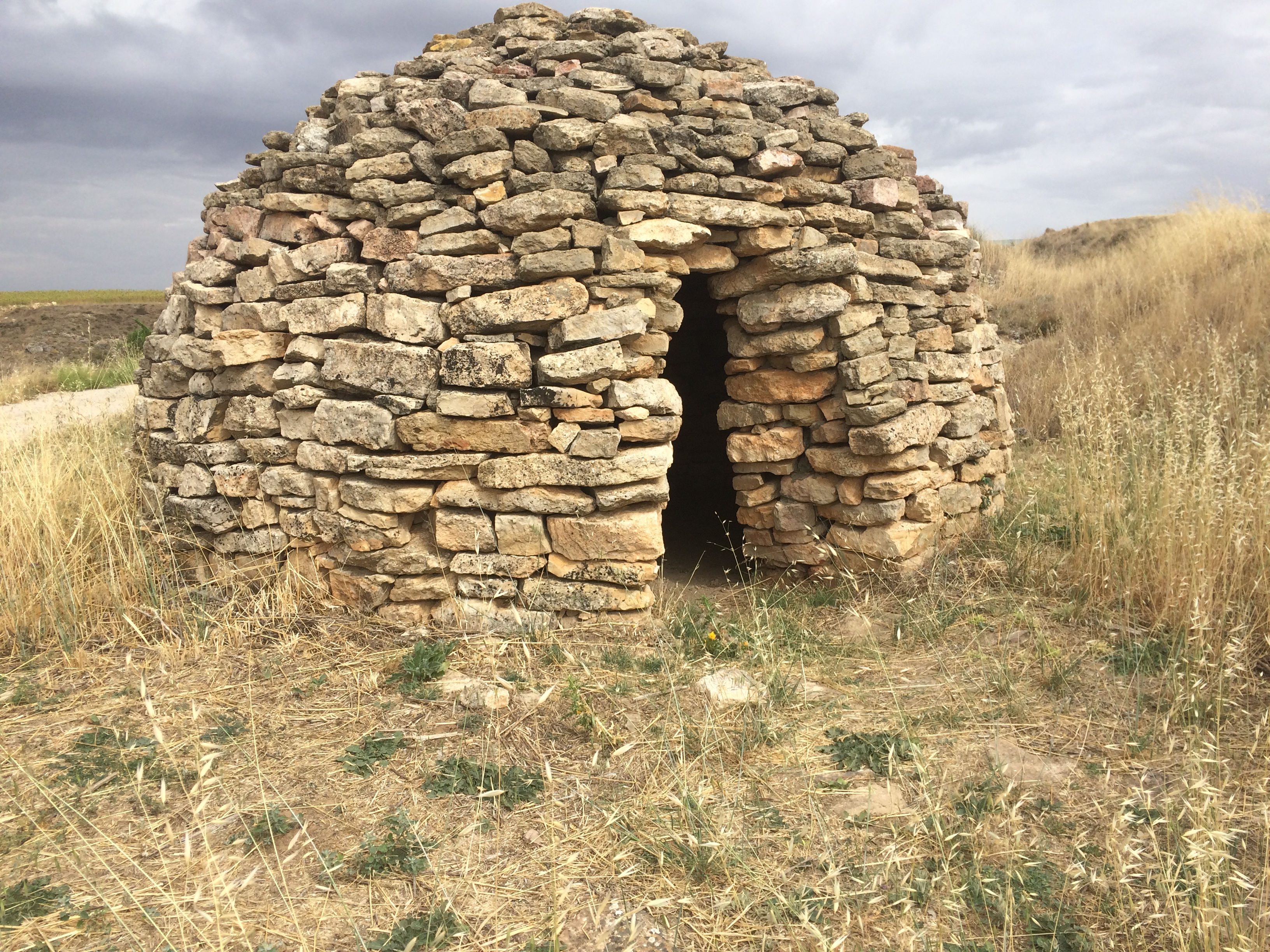
Rekonstruiertes Kalksteingrab

Der Túmulo de la Sima (auch Tholos de piedra de la Sima del Valle de Ambrona genannt) ist neben dem Túmulo de la Peña de la Abuela das zweite große Monumentalgrab, das zwischen 1999 und 2001 im Valle de Ambrona bei Miño de Medinaceli im Süden der Provinz Soria, in Spanien ausgegraben wurde. La Sima liegt westlich der Laguna de la Sima, am Fuße der Sierra Ministra, am linken Ufer des Arroyo Madre, zwei Kilometer südwestlich von Miño de Medinaceli.

## Funde

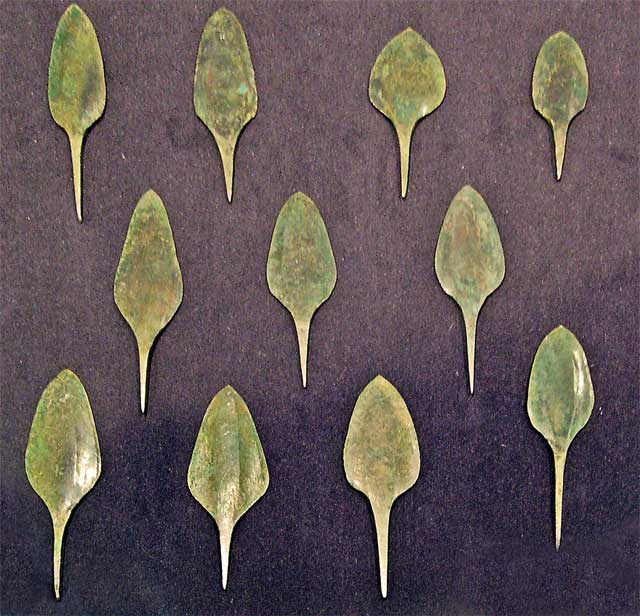
Palmela Spitzen

Die Funde und die stratigraphischen Ablagerungen machen den Tumulus zu einem einzigartigen Fundplatz auf der Iberischen Halbinsel. Es wurden Belege für die Verwendung des Monuments in zwei Phasen der Jungsteinzeit (Sima I + II) und einer der Glockenbecherkultur (Sima III) sowie Spuren anschließender Intrusion gefunden.
Die Entdeckung eines großen Kalkmantels am Fuße des Tumulus, der dem im wenige Kilometer entfernten Peña de la Abuela ähnlich ist, macht es möglich, das Monument während der frühen Nutzungsphase als zentrales Grab zu beschreiben. Die Grabbeigaben der jüngsten Nutzung durch die Glockenbecherkultur wurden nahe dem Zugang neben vier oder fünf Bestattungen gefunden. Sie bestehen aus Gefäßen des maritimen Stils, drei Kupferdolchen mit Widerhaken, drei Pfeilspitzen aus Feuerstein, zwei Armschutzplatten, zwei kupfernen Pfeil- und Lanzenspitzen des Palmelatyps  (spanisch puntas de Palmela) sowie einer flachen Kupferaxt und stammen von etwa 2400 v. Chr.

## Das Kalksteingrab
Die Kalksteingräber (spanisch tumbas calero) sind Kollektivgräber in runden Kraggewölbebauten aus Trockenmauerwerk, die zu Anfang des 4. Jahrtausends (Sima I) zwischen 3980 und 3940 v. Chr. errichtet wurden. Die durch ein rituelles Feuer verschlossene Struktur wird zu einer dicken Brandkalkkammer, die später mit reichlich Wasser gelöscht wird und vollständig erhärtet.